# Olios nigriventris
Olios nigriventris là một loài nhện trong họ Sparassidae.
Loài này thuộc chi Olios. Olios nigriventris được Władysław Taczanowski miêu tả năm 1872.